# Lathrolestes nigrifacies
Lathrolestes nigrifacies là một loài tò vò trong họ Ichneumonidae.